# گورامی مرواریدی

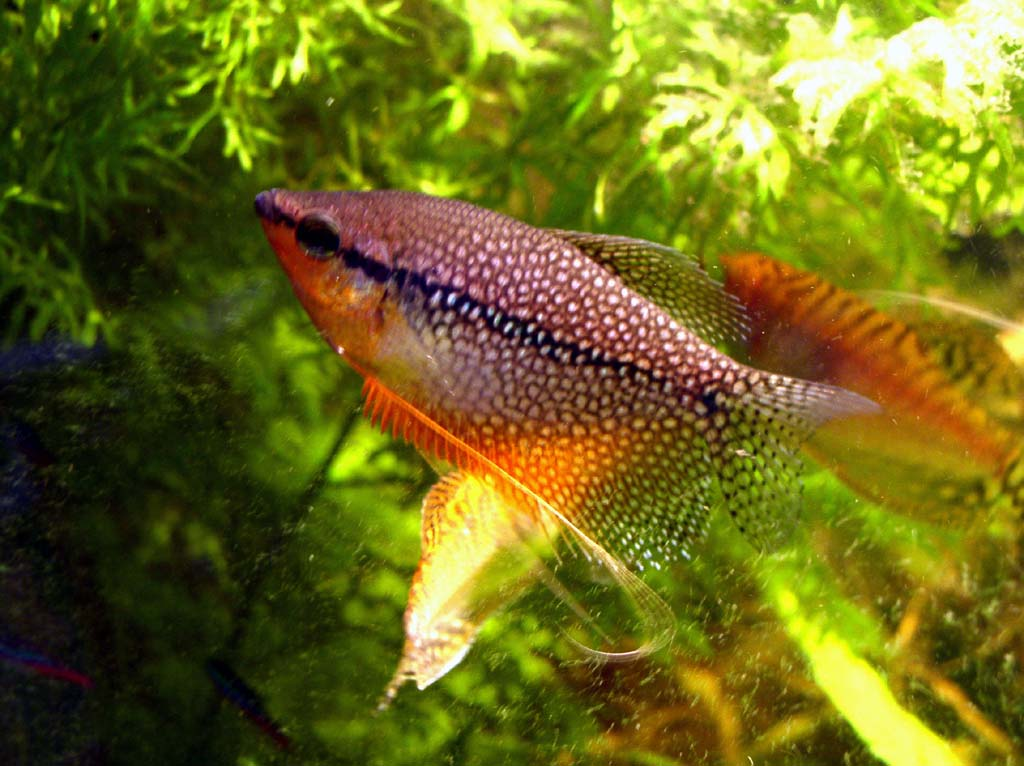
گورامی مرواریدی

گورامی مرواریدی (به انگلیسی: Peari gourami) گونه ای از گورامی است که در آب‌های آسیای جنوب شرقی یافت می‌شود.

## توصیف
در میان ماهیها نگهداری از گورامی مرواریدی کم درد سرتر و راحت‌تر از بقیه است. این ماهی می‌تواند اختلاف زیاد PH (حدود ۵٫۶ تا ۵٫۸) را تحمل کند. دارای اندام تنفسی اضافی است که به او کمک می‌کند اکسیژن مورد نیازش را به‌طور مستقیم از محیط بیرون آب کسب کند. این ماهی متعلق به رودخانه‌های کم عمق با جریان آرام در مناطق نزدیک به خط استوا است و اغلب در سطوح میانی و بالایی آب شنا می‌کند. دمای مناسب برای این ماهی حدود ۲۴ تا ۲۸ درجه سانتی گراد است.

### زیستگاه‌های بومی
گورامی مرواریدی رنگین‌ترین عضو گونه Trichogaster بوده و منطقه زیستی آن منطقه جنوب شرقی آسیا و به ویژه مالزی، سوماترا و جزایر بورنئو است.

### رفتار ماهی
ماهی آرام و صلح جویی است. گاهی از ماهی‌های بزرگ‌تر و ستیزه جو مانند سیچلاید آمریکای مرکزی و ماهی‌های بزرگ آب‌های شیرین می‌ترسد. در فصل تخم‌ریزی گورامی مرواریدی نر گاهی به درگیری و زدن ضربه یا باله سینه‌ای خود می‌پردازد.

### رژیم غذایی
این ماهی زمانی که به صورت آزاد زندگی می‌کند از لارو پشه، کرمهای خونی، بی مهرگان آبزی و جلبکها و گیاهان آبی تغذیه می‌کند. گاهی هم در رفتاری شبیه به Archer fish به شکار حشراتی که نزدیک سطح آب هستند می‌پردازد. در آکواریوم از غذاهای پولکی استفاده کرده و گاهی به خوردن میگوی زنده آب شور و غذاهای منجمد مانند کرمهای خونی علاقه نشان می‌دهد.

### بیماری‌ها
به‌طور تقریب تمام گورامی‌های مرواریدی در مزارع رشد و پرورش یافته‌اند و مشکل یا بیماری خاصی ندارند. گورامی‌های وحشی که از رودخانه‌ها جمع‌آوری می‌شوند، ممکن است مشکل عفونت آبشش داشته باشند. در این صورت باید درمانهای گسترده انگلی در مورد آن‌ها به کار رود.

## تفاوت بین ماهی نر و ماده (ویژگی‌های جنسی)
باله پشتی گورامی مرواریدی نر و نوک تیزتر از باله پشتی گورامی مرواریدی ماده است. لبه‌های باله مخرجی گورامی ماده فاقد کشیدگی است. بین باله مخرجی و دمی ماهی نر فاصله وجود دارد. گلو و شکم ماهی نر بالغ نارنجی رنگ می‌شود درحالی که گلو و شکم گورامی ماده نقره‌ای رنگ باقی می‌ماند.
طول بدن جنس نر حدود ۱۲۰ میلیمتر است در حالی که جنس ماده طولی کمتر از ۱۲۰ میلیمتر دارد.

## تولید مثل
گورامی مرواریدی نر در لابلای گیاهان شناور یک لانه حبابی می‌سازد و اگر گیاه شناوری موجود نباشد در گوشه‌های آکواریوم به تولید لانه حبابی می‌پردازد. چند شاخه گیاه شناور به روند لانه سازی کمک می‌کند. شکم گورامی مرواریدی ماده، قبل از تخم ریزی به‌طور قابل توجهی بزرگ‌تر می‌شود. در دوره قبل از تخم ریزی به‌طور قابل توجهی بزرگ‌تر می‌شود.

### تولید مثل در آکواریوم
در دوره قبل از تخم ریزی در یک آکواریوم کوچک باید چندین مخفیگاه وجود داشته باشد. توصیه می‌شود عمق آب در آکواریومی که در آن تخم ریزی انجام می‌شود کمتر از ۱۵ سانتی‌متر باشد و دراین هنگام از فیلتر اسفنجی هواده استفاده شود. زمانی که لانه آماده شد. گورامی نر به تحریک گورامی ماده می‌پردازد و او را وادار می‌کند که به سمت لانه برود. اگر گورامی ماده برای تخم ریزی آماده باشد به سمت لانه رفته و آنجا منتظر می‌ماند. در این زمان ماهی نر به دور ماهی ماده حلقه می‌زند، درحالی که به آرامی دور یکدیگر می‌چرخند و می‌غلتند تخمها و اسپرمها در آب رها می‌شوند. تخمهای شناور به سمت سطح آب می‌روند و تخمهایی که پراکنده شده‌اند توسط ماهی نر جمع شده و به لانه برده می‌شوند. پس از تخم ریزی بهتر است با دقت گورامی ماده را از آکواریوم خارج می‌کنند تا از آزار ماهی نر که به تنهایی وظایف والدین را انجام می‌دهد، در امان بماند. پس از گذشت ۲۴ ساعت بیش از ۵۰۰ لارو از تخمها خارج می‌شود (لاروها ۲۴ ساعت پس از لقاح از تخمها خارج می‌شوند) و بعد از ۴ روز کیسه زرده آن‌ها جذب می‌شود. در این مرحله توصیه می‌شود که ماهی نر را از آکواریوم خارج شود زیرا ممکن است غریزه نگهداری از لاروها در او کاهش یابد و از بچه ماهیها به جای غذا استفاده نماید. بچه ماهیها بسیار کوچک هستند و به غذای مایع مخصوص بچه ماهیها نیاز دارند. غذاهایی از قبیل: غذاهای فشرده بسیار کوچک بچه ماهی، infusoria، روتیفرهای زنده. پس از یک هفته بچه ماهیها باید به قدری بزرگ شده باشند که بتوانند از غذای پودری بچه ماهی و بچه میگوی آب شور تغذیه کنند. در آکواریوم‌های مخصوص پرورش بچه ماهی آب آکواریوم را به مقدار کم در حدود یک پنجم در روز تعویض می‌کنند. عمل تعویض آب و استفاده از فیلتر اسفنجی باعث کاهش مواد زائد و نیتراتها درآب آکواریوم می‌شود. به منظور جلوگیری از خروج بچه ماهیها در هنگام تعویض آب از جورابهای ساق بلند زنانه یا پارچه‌های پنبه‌ای استفاده می‌کنند به نحوی که جلوی لوله سیفون را بگیرند و مانع از مکیده شدن بچه ماهیها شوند.
این امر که در ماه اول دمای آب جدید باید به دمای آب تعویض شده نزدیک باشد از اهمیت بسزایی برخوردار است زیرا ثبات دمای آب باعث کاهش استرس بچه ماهی ماهیها می‌شود، بخصوص زمانی که اندام تنفسی تکمیلی آن‌ها (لابرینت) در حال رشد و تکامل است.

## پانوشت‌ها
1. ↑  وجه مشخصه ماهی گورامی وجود یک دستگاه تنفس به نام لابرینت است که در حفره آبششی دو طرف قرار دارد. وظیفه این دستگاه کمک به کار آبشش‌های تکامل نیافته این ماهیها در هنگام تنفس است به طوری که آنها را قادر می‌سازد تا هوای اضافی مورد نیاز خود را از سطح آب تنفس نمایند. چنانچه مانع تنفس ماهیها به این روش شوند، خفه خواهند شد.
2. ↑  گروهی از موجودات ریز آبی (اعم از گیاه یا جانور) که در مواد آلی تجزیه شده و در آبهای راکد موجودند.
3. ↑  طبقه‌ای از جانوران ریز سلولی آبزی هستند که دارای یکی دو حلقه مژه مانند می‌باشند. این جانوران دارای حرکات دورانی بوده و در آبهای راکد فراوانند.